# ICarly
iCarly je američka televizijska serija koji se od 2007. prikazuje na TV kanalu Nickelodeon. Protagonistica je mlada djevojka po imenu Carly Shay (koju tumači Miranda Cosgrove) koja stvara vlastitu mrežnu emisiju pod nazivom iCarly i emitira je uz pomoć svojih najboljih prijatelja Sam i Freddija. Autor serije je Dan Schneider, formalno je izvršni producent. 
17. svibnja 2012. objavljeno je kako je sezona iCarly u tijeku posljednja, te će završna epizoda serije biti emitirana u studenome 2012. 2019. je serija vraćena na Nickelodeon.

## Glasovi
| Uloge          | Izvorna inačica  |
| -------------- | ---------------- |
| Carly Shay     | Miranda Cosgrove |
| Sam Puckett    | Jennette McCurdy |
| Freddie Benson | Nathan Kress     |
| Spencer Shay   | Jerry Trainor    |
| Gibby Gibson   | Noah Munck       |

## Vanjske poveznice
- Službena stranica